# Oreornis
Oreornis là một chi chim trong họ Meliphagidae.

## Các loài
Cho tới năm 2014 người ta công nhận chi này là đơn loài, với loài duy nhất là Oreornis chrysogenys.
Trong bài báo năm 2014, Joseph et al. phát hiện ra rằng Meliphaga như định nghĩa đến thời điểm đó bao gồm hai nhánh được hỗ trợ tốt và các loài 'đốm' tương tự nhau về kiểu hình là không đơn ngành (lồng vào đó là 3 loài 'sọc', bao gồm M. albilineata, M. fordiana và M. reticulata). Sự rẽ nhánh của hai nhánh này ra khỏi nhau vào khoảng 10,19 triệu năm trước (7,31-13,41 Ma), đủ để coi là các chi khác biệt. Các tác giả gợi ý về việc giới hạn Meliphaga chỉ gồm 3 loài là M. aruensis, M. notata và M. lewinii (loài điển hình của chi) và tách 12 loài còn lại vào chi Microptilotis Mathews, 1912 với loài điển hình là Ptilotis gracilis Gould, 1866 = M. gracilis.
Năm 2017, Marki et al. nhận thấy Oreornis chrysogenys van Oort, 1910 - loài duy nhất của chi Oreornis van Oort, 1910 - lồng sâu trong 12 loài Meliphaga này, và cụ thể thì Oreornis chrysogenys có quan hệ họ hàng gần gũi nhất với Meliphaga flavirictus. Vì thế, việc chuyển cả 12 loài Meliphaga này sang chi Oreornis là hợp lý.
- Oreornis reticulatus = Meliphaga reticulata
- Oreornis fordianus = Meliphaga fordiana
- Oreornis albilineatus = Meliphaga albilineata
- Oreornis flavirictus = Meliphaga flavirictus
- Oreornis chrysogenys
- Oreornis vicinus = Meliphaga vicina
- Oreornis montanus = Meliphaga montana
- Oreornis mimikae = Meliphaga mimikae
- Oreornis cinereifrons = Meliphaga cinereifrons
- Oreornis orientalis = Meliphaga orientalis
- Oreornis analogus = Meliphaga analoga
- Oreornis albonotatus = Meliphaga albonotata
- Oreornis gracilis = Meliphaga gracilis